# Катагас, Энтони
Э́нтони Ката́гас (англ. Anthony Katagas; род. 1971, Нью-Йорк, Нью-Йорк, США) — американский кинопродюсер. Лауреат премий «Оскар» (2014) и BAFTA (2014).

## Биография
Родился в семье греков Стилианоса (Стелиоса) Катагаса и Анастасии Капсас. Отец Энтони родом из города Пирей (Аттика, Греция), в 1969 году в возрасте 31 года приехал на остров Лонг-Айленд, а мать родилась в США. Имеет брата Александра, который проживает в Астории.
В 1992 году окончил Западный университет Новой Англии в Спрингфилде (Массачусетс).
В 1997 году начал свою карьеру в независимом кинематографе в качестве ассистента режиссёра.

## Личная жизнь
В браке с супругой Брэнди имеет сына Джорджа и дочерей Эллу, Зои и Эмили.

## Фильмография
| Фильмы | Фильмы                                     | Фильмы                                                           | Фильмы |
| Год    | На русском языке                           | На языке оригинала                                               | Награды и номинации |
| ------ | ------------------------------------------ | ---------------------------------------------------------------- | --- |
| 1996   |                                            | The Money Shot                                                   | |
| 1998   | Студия 54                                  | 54                                                               | |
| 1998   | Long Time Since                            |                                                                  | |
| 1998   | Поцелуй мумии                              | Trance                                                           | |
| 1998   | The Farmhouse                              |                                                                  | |
| 1999   |                                            | Stringer                                                         | |
| 1999   | Hostage                                    |                                                                  | |
| 1999   | Шпионские игры, или История вершится ночью | History Is Made at Night                                         | |
| 2000   | Только ты и я                              | Down to You                                                      | |
| 2000   | Гамлет                                     | Hamlet                                                           | |
| 2000   | Звёздный статус                            | Stardom                                                          | |
| 2000   | In the Weeds                               |                                                                  | |
| 2001   | Столкновение в Нью-Йорке                   | 3 A.M.                                                           | |
| 2001   | Шедевр                                     | The Next Big Thing                                               | |
| 2002   | Ребёнок с фотографии                       | The Kid Stays in the Picture                                     | |
| 2002   | Рядом с раем                               | Au plus près du paradis                                          | |
| 2002   | Счастлив здесь и сейчас                    | Happy Here and Now                                               | Номинация на премию «Независимый дух» (для продюсеров) |
| 2003   | Трудности перевода                         | Lost in Translation                                              | |
| 2003   | Покойный Генри Мосс                        | This So-Called Disaster: Sam Shepard Directs the Late Henry Moss | |
| 2003   | Руди: История Руди Джилиани                | Rudy: The Rudy Giuliani Story                                    | |
| 2004   |                                            | Homework                                                         | Номинация на премию «Независимый дух» (для продюсеров) |
| 2004   | Second Best                                |                                                                  | |
| 2004   | Кристалл                                   | Chrystal                                                         | |
| 2004   | Страна надежды                             | The Beautiful Country                                            | |
| 2005   | Мой лучший любовник                        | Prime                                                            | |
| 2005   | Уильям Эгглстон в реальном мире            | William Eggleston in the Real World                              | Номинация на премию «Готэм» за лучший документальный фильм |
| 2005   | Проживая зиму                              | Winter Passing                                                   | |
| 2006   | Мистификация                               | The Hoax                                                         | |
| 2006   | Экс-любовник                               | Fast Track                                                       | |
| 2007   | Хозяева ночи                               | We Own the Night                                                 | |
| 2007   | Вся жизнь перед глазами                    | The Life Before Her Eyes                                         | |
| 2007   | Чёрный дрозд                               | Blackbird                                                        | |
| 2008   | Случайный муж                              | The Accidental Husband                                           | |
| 2008   | Папина дочка                               | College Road Trip                                                | |
| 2008   | Любовники                                  | Two Lovers                                                       | |
| 2008   | Маппетовское Рождество: Письма Санте       | A Muppets Christmas: Letters to Santa                            | |
| 2009   | Супруги Морган в бегах                     | Did You Hear About the Morgans?                                  | |
| 2010   | Забери мою душу                            | My Soul to Take                                                  | |
| 2010   | Три дня на побег                           | The Next Three Days                                              | |
| 2011   | Погоня                                     | Abduction                                                        | |
| 2012   | Ограбление казино                          | Killing Them Softly                                              | |
| 2013   | Большая свадьба                            | The Big Wedding                                                  | |
| 2013   | Роковая страсть                            | The Immigrant                                                    | |
| 2013   | 12 лет рабства                             | 12 Years a Slave                                                 | Премия Гильдии продюсеров США за лучший кинофильм Номинация на премию «Готэм» за лучший фильм Номинация на премию «Готэм» (выбор зрителей) Премия «Голд Дерби» за фильм Премия «Независимый дух» за лучший фильм Премия «Black Reel» за выдающийся фильм Премия Австралийской академии кинематографа и телевидения за лучший фильм Премия «Оскар» за лучший фильм Премия «BAFTA» за лучший фильм |
| 2014   | Цимбелин                                   | Cymbeline                                                        | |
| 2015   | Правдивая история                          | True Story                                                       | |
| 2015   | Между делом                                | Unfinished Business                                              | |
| 2016   | Три девятки                                | Triple 9                                                         | |
| 2016   | Нерв                                       | Nerve                                                            | |
| 2016   | Затерянный город Z                         | The Lost City of Z                                               | |
| 2017   | Уотергейт: Крушение Белого дома            | Mark Felt: The Man Who Brought Down the White House              | |
| 2019   | К звёздам                                  | Ad Astra                                                         | |
| 2022   | Глубокие воды                              | Deep Water                                                       | |